# DKW Junior
La DKW Junior è un'autovettura di fascia medio-bassa, prodotta dal 1959 al 1963 dalla Casa automobilistica tedesca Auto Union.

## Storia e profilo

### Genesi e debutto
Durante la prima metà degli anni 1950, la volontà da parte del direttivo Auto Union di progettare e realizzare un modello che andasse a posizionarsi un gradino più in basso rispetto alla DKW F93 nacque dalla presa di coscienza del fatto che durante gli anni '30 la DKW era diventata una grande realtà industriale in campo automobilistico soprattutto grazie ai suoi modelli di base. Perché allora non tornare a proporre una DKW destinata a più ampie fasce di mercato? In quegli anni, in realtà, qualche tentativo di progettare una vettura popolare era stato fatto, ma si trattava di progetti relativi a vetture con tecnologie e soluzioni strutturali troppo strettamente collegate al mondo delle due ruote e che ricordavano da vicino le contemporanee bubble car, che in Germania Occidentale e in Inghilterra stavano prendendo piede. Una bubble car non fu quello che avevano in mente i vertici Auto Union. Per questo di lì a poco il progetto mutò rapidamente in una vettura a quattro ruote con abitabilità per 3 persone e pannelli carrozzeria in plastica rinforzata con fibra di vetro. Stavolta, questo progetto fu rigettato dai responsabili delle vendite. Alla fine, si dovette ricominciare daccapo, complice anche l'uscita dall'Auto Union del direttore tecnico Robert Eberan von Eberhorst, avvenuta nel 1956. Il suo posto verrà preso da due vecchie conoscenze dell'Auto Union, ossia William Werner e Oskar Siebler, tornati a lavorare sotto l'egida dei quattro anelli. Ma stavolta si rinunciò all'utilizzo della plastica o della fibra di vetro e si preferì impiegare invece le lamiere in acciaio. Partì così il progetto F11.
Un primo prototipo, denominato DKW 600, fu presentato al Salone di Francoforte del 1957 e prefigurava da vicino il modello definitivo, ma si legava anche al primo studio di vettura triposto con carrozzeria in plastica per via di alcuni elementi come il disegno del padiglione, delle superfici vetrate, e dei passaruota posteriori. Si tratta di elementi che appunto, furono ripresi nel prototipo 600 e che avrebbero poi trovato posto anche nella vettura definitiva. La DKW 600 montava un bicilindrico a due tempi da 660 cm³ derivato dal tricilindrico che già equipaggiava la Auto Union 1000, il nuovo modello nel frattempo chiamato a sostituire la F93. La potenza di questo propulsore era di 30 CV. Ma il prototipo DKW 600 era comunque pur sempre una vettura non definitiva, realizzata a puro scopo espositivo e piena di dettagli ancora da migliorare o anche da definire.
L'ingresso della Auto Union nel gruppo Daimler-Benz fece sì che il progetto potesse andare avanti con nuovi aiuti, soprattutto economici. Il colosso di Stoccarda, dal canto suo, era interessato tramite la Casa di Ingolstadt ad espandere la sua presenza anche in fasce di mercato più atipiche, per cui anche gli stessi tecnici Daimler-Benz si prodigarono per trasformare il prototipo in vettura di serie. Ma vi furono altri problemi, direttamente connessi con le capacità produttive degli impianti dell'Auto Union. La produzione di motocicli, concentrata ad Ingolstadt, stava incontrando da anni delle serie difficoltà a riaffermarsi nel mercato delle due ruote. Di certo, il fiasco commerciale di alcuni modelli considerati strategici aveva posto dei seri problemi al direttivo Auto Union. Per questo motivo la Daimler-Benz, non avendo in programma di estendere il suo campo di azione anche ai motocicli, nel novembre del 1958 ne riorganizzò la produzione assieme ad altre due altre Case motociclistiche, dando vita alla Zweirad Union, con sede a Norimberga. Ciò significò lo sgombero delle linee produttive ad Ingolstadt, che poterono quindi essere adibite alla nuova vettura ormai in fase di ultimazione e messa a punto, previa naturalmente una profonda ristrutturazione dell'impianto produttivo, per ingrandirlo ed adattarlo alle nuove esigenze. I lavori cominciarono nel luglio 1958, e terminarono un anno dopo, giusto in tempo per il debutto del nuovo modello.
La nuova "piccola" di Casa Auto Union fu presentata alla stampa il 18 agosto 1959: la denominazione commerciale definitiva fu quella di Junior, per meglio rimarcare il fatto che si trattava di una sorella minore della 1000. Due giorni dopo, anche i rappresentanti dei vari punti vendita DKW in Germania Occidentale poterono provare la Junior, mentre a settembre vi fu la presentazione al pubblico, in occasione della edizione 1959 del Salone di Francoforte.

#### Design esterno ed interno

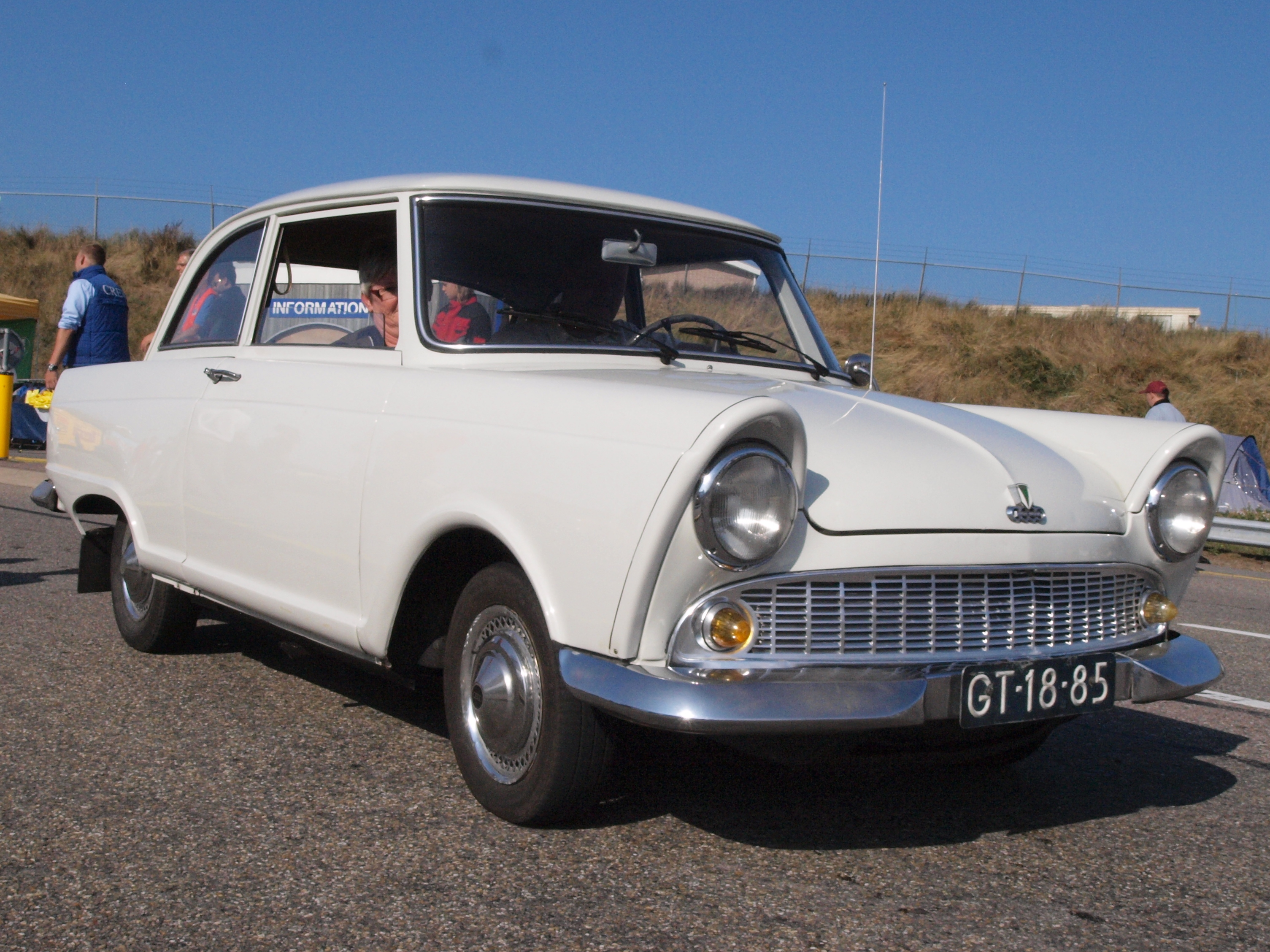
Una delle prime DKW Junior

Come già detto in precedenza, la Junior riprese e perfezionò molti dei contenuti stilistici già visti due anni prima in occasione della presentazione del prototipo DKW 600. Sia quest'ultimo che Junior definitiva furono opera dei designer Josef Dienst e Erich Angerhöfer, che proposero delle linee più moderne che non quelle, ormai superate della 1000, la quale si limitò invece a proporre un'evoluzione stilistica del prototipo F9 del 1939. La Junior fu una piccola berlina a 3 volumi e a 2 porte stilisticamente più in linea con le mode dell'epoca: il frontale fu forse la parte più originale in quanto caratterizzata da due grossi proiettori circolari, alloggiati nella parte anteriore dei parafanghi, questi ultimi ben sporgenti al di sopra della linea spiovente del cofano motore e che nella loro sommità assumevano un disegno a palpebra, perciò non si limitarono a circondare la cornice del fari, bensì a caratterizzare ulteriormente i fari stessi facendo loro assumere l'aspetto di uno sguardo. La Junior verrà per questo ricordata anche come la "DKW con le palpebre". L'arco disegnato da ogni palpebra non terminava solo all'altezza dei fari, ma proseguiva anche lungo i lati esterni del muso, fino ad arrivare al paraurti. Sempre restando nel frontale, va inoltre segnalata la grande griglia anteriore a tutta larghezza che inglobava gli indicatori di direzione. La vista laterale mostrava innanzitutto il profilo delle superfici vetrate, delimitate da un montante anteriore dritto, e posteriormente dall'insieme padiglione-montante che disegnava invece una linea curva, ad arco. Altre caratteristiche presenti nella zona laterale furono i passaruota posteriori semicarenati. La coda era invece caratterizzata in primis dalle vistose pinne posteriori, un omaggio alla moda proveniente dagli Stati Uniti. Su ognuna delle pinne erano incastonati i fari di forma allungata, anch'essi racchiusi in una cornice che ne riprendeva la forma, ma in questo caso senza dar luogo a nessuna palpebra.la parte centrale della coda era a zigrinature orizzontali, mentre il paraurti aveva un particolare disegno ad onda.
L'abitacolo della Junior ospitava comodamente cinque persone, disposte su due file di sedili regolabili longitudinalmente e nell'inclinazione degli schienali anteriori. Il posto guida della Junior era caratterizzato dalla presenza di un volante a due razze dietro al quale si trovava un cruscotto trapezoidale comprendente un tachimetro ed altri tre fra indicatori e spie ausiliarie. La leva del cambio era posta sul piantone dello sterzo, mentre sul lato destro della plancia, di fronte al passeggero anteriore, trovava posto un vano portaoggetti, senza però uno sportellino di chiusura.

#### Struttura, meccanica e motore

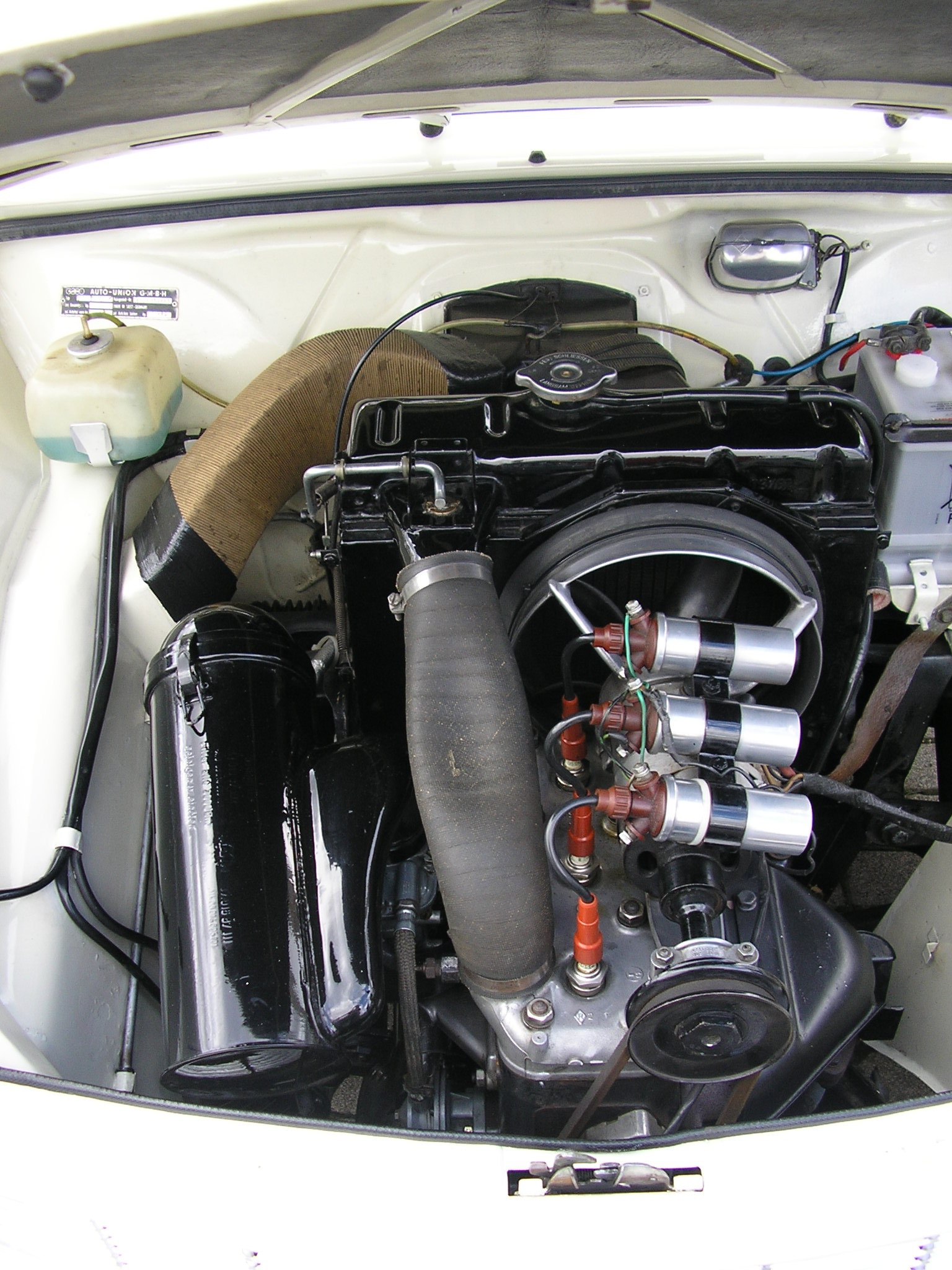
Il motore di una DKW Junior

La struttura di base della Junior era la stessa delle altre DKW post-belliche, vale a dire del tipo a telaio separato con longheroni e traverse di tipo scatolato. La carrozzeria era invece in lamiera di acciaio. La meccanica telaistica della Junior propose una novità nel comparto sospensioni: mantenendo sempre i consueti schemi a ruote indipendenti per l'avantreno e ad assale rigido per il retrotreno, debuttano invece le barre di torsione al posto delle balestre. Tali barre di torsione erano longitudinali sull'asse anteriore e trasversali sull'asse posteriore. A smorzare le asperità e le irregolarità del terreno vennero invece utilizzati sempre degli ammortizzatori idraulici telescopici. L'impianto frenante prevedeva come al solito quattro tamburi, dei quali quelli anteriori furono montati entrobordo, all'uscita dei semiassi dal differenziale, in maniera tale da contenere le masse non sospese.
Il motore utilizzato fu la principale novità rispetto al prototipo DKW 600, in quanto in fase di sviluppo si rinunciò al bicilindrico da 0.66 litri in favore di un nuovo tricilindrico, sempre a due tempi, ma con cilindrata di 741 cm³. Con una potenza massima di 34 CV DIN (o 39 CV SAE), la Junior poteva raggiungere una velocità massima di 115 km/h. Una particolarità di questo motore fu il fatto di avere le tre candele completamente a vista, sulla sommità del motore stesso. Il cambio, di produzione ZF, era del tipo manuale a 4 marce, completamente sincronizzato, ma a differenza degli altri cambi utilizzati sulle altre DKW, questo era privo di dispositivo di ruota libera.

### Evoluzione

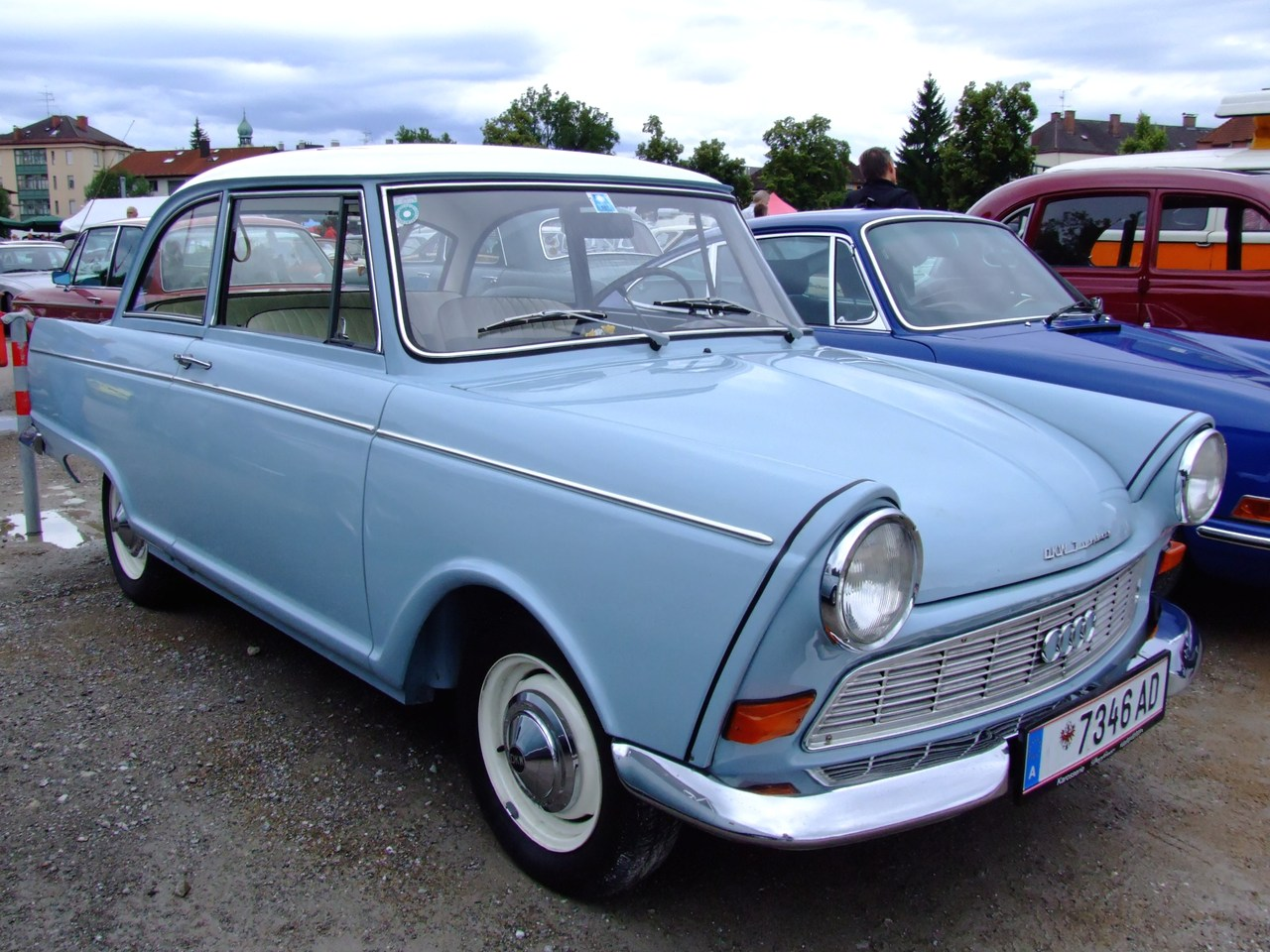
Il frontale di una Junior de Luxe

Una delle critiche mosse fin da subito alla Junior fu relativa all'allestimento, giudicato eccessivamente spoglio. Ad esempio, al posto di un vero indicatore del livello carburante vi era una semplice lampadina, ma le reazioni del pubblico furono sufficienti ad aggiornare la vettura anche in tal senso. Già dal mese di ottobre del 1959, venne montato un vero indicatore di livello carburante.
A partire dal mese di marzo del 1960, divenne disponibile a richiesta anche il tettuccio apribile, mentre il mese seguente la lista degli optional si allungò ulteriormente con l'arrivo della frizione automatica Saxomat. In seguito vi furono altri aggiornamenti, come le cornici cromate dei finestrini, i braccioli nei pannelli porta ed un nuovo cruscotto con vano per l'autoradio. Sempre durante il 1960 apparvero due esemplari unici: una Junior Universal, ossia una versione giardinetta destinata a funzioni di servizio all'interno dello stabilimento Auto Union di Ingolstadt, ed una berlina a 4 porte destinata invece alle forze di polizia di Düsseldorf.
Nel luglio del 1961 la gamma si sdoppiò con l'arrivo della Junior De Luxe: rispetto al modello di base, rimasto comunque in listino, l'allestimento si fece più ricco con l'arrivo dei deflettori anteriori, del cruscotto in finta radica e a richiesta, della verniciatura bicolore e dell'impianto di riscaldamento. Ma la novità più corposa fu nel motore, con cilindrata di 796 cm³, una migliore erogazione di coppia motrice, ma almeno sulla carta una potenza massima invariata. È stato detto "almeno sulla carta" perché in realtà in non pochi casi registrati dalla stessa Casa costruttrice la potenza rilevata era invece di 36 o anche 37 CV. Altre novità tecniche riguardarono l'arrivo di nuove barre di torsione, di nuovi ammortizzatori e di nuovi cerchi da 13 pollici in luogo di quelli della Junior di base, rimasti ad un diametro di appena 12 pollici. La Junior De Luxe portò con sé anche delle specifiche caratteristiche stilistiche, come i fari anteriori posizionati più in alto (aggiornamento che comportò anche la scomparsa dell'effetto palpebra, ancora presente invece nella Junior di base) e come gli indicatori di direzione anteriori, ora di forma rettangolare e spostati all'esterno di una griglia a sua volta ridisegnata e leggermente più sviluppata verso l'alto.
Ma l'arrivo della Junior De Luxe fu anche l'occasione per apportare alcuni aggiornamenti anche alla Junior di base: con la sigla interna di F11/62-750, la Junior beneficiò dell'arrivo di una serratura esterna anche nella porta del passeggero e di nuovi braccioli nei pannelli porta, braccioli imbottiti con schiuma di poliuretano. La novità tecnica più rilevante fu la possibilità, a richiesta, di dotare il motore del dispositivo di miscelazione automatica della benzina e dell'olio, un optional che quindi impose anche il montaggio di due serbatoi separati per olio e benzina.
Nell'agosto del 1962 vi furono alcuni aggiornamenti di dettaglio al motore della De Luxe, mentre alla fine dello stesso anno, la Junior di base fu tolta di produzione. Ma nel gennaio seguente vi fu un avvicendamento: la Junior De Luxe divenne versione di base di una gamma di due modelli che come versione ricca comprendeva invece la neonata F12. I due modelli proseguirono parallelamente la loro carriera commerciale fino al mese di ottobre del 1963, quando la Junior De Luxe fu sostituita da un altro modello che come denominazione commerciale utilizzò la sigla di progetto del modello uscente, ossia F11.

### Caratteristiche tecniche
| Modello                            | Junior | Junior De Luxe |
| ---------------------------------- | --- | --- |
| Varianti di carrozzeria            | Berlina a 3 volumi e a 2 porte                                                                                        | Berlina a 3 volumi e a 2 porte                                                                                        |
| Anni di produzione                 | 10/1959-12/1962 | 07/1961-10/1963 |
| Esemplari prodotti                 | 118.986 | 118.619 |
| Prezzo al debutto in DM            | 4.950 | 5.225 |
| Motore                             | A due tempi | A due tempi |
| Posizione                          | Anteriore longitudinale a sbalzo                                                                                      | Anteriore longitudinale a sbalzo                                                                                      |
| Numero e disposizione dei cilindri | Tre cilindri in linea                                                                                                 | Tre cilindri in linea                                                                                                 |
| Cilindrata (cm³)                   | 741 | 796 |
| Alesaggio e corsa (mm)             | 68 x 68 | 70.5 x 68 |
| Alimentazione                      | Carburatore Solex 40CIB                                                                                               | Carburatore Solex 40CIB                                                                                               |
| Rapporto di compressione           | 8:1 / 8.25:1 | 6.9:1 / 7.25:1 |
| Potenza massima (CV/rpm)           | 34/4300 | 34/4000 |
| Coppia massima (Nm/rpm)            | 63.8/2500 | 71.1/2500 |
| Trazione                           | Anteriore | Anteriore |
| Cambio                             | Manuale ZF a 4 marce sincronizzato                                                                                    | Manuale ZF a 4 marce sincronizzato                                                                                    |
| Frizione                           | Monodisco a secco | Monodisco a secco |
| Struttura                          | Telaio separato in acciaio a longheroni e traverse scatolati, carrozzeria in lamiera di acciaio                       | Telaio separato in acciaio a longheroni e traverse scatolati, carrozzeria in lamiera di acciaio                       |
| Sospensioni ant.                   | A ruote indipendenti, quadrilateri deformabili, barre di torsione longitudinali, ammortizzatori idraulici telescopici | A ruote indipendenti, quadrilateri deformabili, barre di torsione longitudinali, ammortizzatori idraulici telescopici |
| Sospensioni post.                  | Ad assale rigido, con barre di torsione trasversali ed ammortizzatori idraulici telescopici                           | Ad assale rigido, con barre di torsione trasversali ed ammortizzatori idraulici telescopici                           |
| Impianto frenante                  | A tamburo sulle quattro ruote, tamburi anteriori montati entrobordo all'uscita del differenziale                      | A tamburo sulle quattro ruote, tamburi anteriori montati entrobordo all'uscita del differenziale                      |
| Pneumatici                         | 5.20 x 12 | 5.50 x 13 |
| Sterzo                             | A cremagliera | A cremagliera |
| Massa in ordine di marcia          | 695 | 710 |
| Serbatoio                          | 35 | 35 |
| Velocità massima                   | 115 | 120 |
| Consumo medio                      | 7.3 | 7.3 |